# اول پدرم را کشتند (فیلم)
اول پدرم را کشتند (خمر: មុនដំបូងខ្មែរក្រហមសម្លាប់ប៉ារបស់ខ្ញុំ؛ انگلیسی: First They Killed My Father) یک فیلم زندگینامه‌ای، تاریخی و مهیج به کارگردانی آنجلینا جولی، نوشتهٔ جولی و لونگ آونگ، با اقتباس از کتابی به همین نام اثر نویسنده و فعال حقوق بشر اهل کامبوج، لونگ آونگ و دربارهٔ نجات وی از دست رژیم خمرهای سرخ و بر اساس خاطراتش از زمان آن رژیم است. این فیلم توسط نت‌فلیکس منتشر شده‌است.
این فیلم در جشنواره فیلم تلیوراید و جشنواره بین‌المللی فیلم تورنتو ۲۰۱۷ به نمایش درآمد و در ۱۵ سپتامبر ۲۰۱۷ در سراسر جهان از نتفلیکس اکران شد و با استقبال مثبت منتقدان روبرو شد.
فیلم به عنوان نماینده کامبوج برای شرکت در بخش بهترین فیلم بین‌المللی نودمین دوره جوایز اسکار پیشنهاد شد. این فیلم موفق به کسب جایزه از جوایز فیلم هالیوود و هیئت ملی بازبینی فیلم شد.
تصویربرداری این فیلم در اوایل فوریه ۲۰۱۶ در باتم‌بنگ، کامبوج آغاز شد. این فیلم در جشنواره فیلم تلیوراید و جشنواره بین‌المللی فیلم تورنتو در سال ۲۰۱۷ به نمایش درآمد و در تاریخ ۱۵ سپتامبر ۲۰۱۷ در شبکه نت‌فلیکس منتشر شد.
هون سن نخست‌وزیر کامبوج بعد از ملاقات با آنجلینا جولی در پنوم‌پن از تولید این فیلم که دربارهٔ رژیم خمرهای سرخ است، حمایت کرد.